# The Wrekin
The Wrekin är en kulle i Storbritannien.   Den ligger i kommunen Telford and Wrekin och riksdelen England, i den södra delen av landet, 210 km nordväst om huvudstaden London. Toppen på The Wrekin är 398 meter över havet.
Terrängen runt The Wrekin är platt norrut, men söderut är den kuperad. Runt The Wrekin är det tätbefolkat, med 530 invånare per kvadratkilometer. Närmaste större samhälle är Telford, 6,8 km öster om The Wrekin. Runt The Wrekin är det i huvudsak tätbebyggt.